# Guy Hamilton
Guy Hamilton (16. září 1922 – 21. dubna 2016) byl anglický režisér. Narodil se ve Francii. Během okupace nacisty působil ve francouzském odboji a po skončení války se začal věnovat filmu, kde začal jako asistent režie (a příležitostný dublér) ve filmu Třetí muž z roku 1949.
Jeho první režisérský počin je film The Ringer z roku 1952. Tento film prošel kiny bez povšimnutí. Během 50. let natočil několik dalších filmů. V roce 1961 natočil úspěšný film Nejlepší nepřítel, který získal Zlatý glóbus za nejlepší cizojazyčný film.
V roce 1964 natočil svého prvního Jamese Bonda: třetí film z bondovské série, Goldfinger. Následujícího Jamese Bonda odmítl, ale přesto natočil film s Michaelem Cainem Pohřeb v Berlíně a další slavný film Bitva o Británii.
Ve filmování bondovek pokračoval až sedmým filmem, Diamanty jsou věčné. Natočil i osmý a devátý díl – Žít a nechat zemřít a Muž se zlatou zbraní. Na konci 70. let natočil další válečný film Oddíl 10 z Navarone. Jeho posledním filmem je film Šance pro všechny z roku 1989. Od té doby už filmy nerežíroval a užíval si důchodu.
Zajímavostí je, že mu byla nabídnuta režie Supermana z roku 1978, ale z důvodu daní nemohl film natočit v Americe. Když se natáčení filmu přesunulo do Anglie, už byl vybrán jiný režisér.

## Filmografie
- 1952 – The Ringer
- 1953 – Intruder, The
- 1954 – Inspector Calls, An
- 1955 – Útěk z Colditzu
- 1956 – Charley Moon
- 1957 – Manuela
- 1964 – Touch of Larceny, A
- 1959 – Pekelník
- 1961 – Nejlepší nepřítel
- 1964 – Man in the Middle
- 1964 – Goldfinger
- 1966 – Pohřeb v Berlíně
- 1969 – Bitva o Británii
- 1971 – Diamanty jsou věčné
- 1973 – Žít a nechat zemřít
- 1974 – Muž se zlatou zbraní
- 1978 – Oddíl 10 z Navarone
- 1980 – Rozbité zrcadlo
- 1982 – Zlo pod sluncem
- 1985 – Remo
- 1989 – Šance pro všechny